# Souss-Massa
Souss-Massa (berbisk: ⵙⵓⵙ ⵎⴰⵙⵙⴰ , arabisk: سوس ماسة ) er en af Marokkos tolv regioner. Den dækker et område på 51.642 km² og havde ved folketællingen i 2014 en befolkning på 2.666.847 mennesker. Regionens hovedstad er Agadir.

## Geografi
Souss-Massa grænser op til regionerne Marrakesh-Safi mod nord, Drâa-Tafilalet mod nordøst og Guelmim-Oued Noun i sydvest. Mod sydøst ligger provinsen Tindouf i Algeriets.Regionen vender mod vest til Atlanterhavet, og store dele af kysten er beskyttet i Souss-Massa Nationalpark. Regionens indre er domineret af Antiatlas bjergkæden, mens Sous-floden løber gennem den nordlige del af regionen, i dalen mellem Antiatlas og Høje Atlas. Hovedstaden Agadir ligger ved Sous udmunding. Toubkal National Park ligger i det nordøstlige hjørne af regionen.

## Historie
Souss-Massa blev oprettet i september 2015 ved at fusionere Tata-provinsen, der tidligere var en del af regionen Guelmim-Es Semara, med fem provinser i den tidligere Souss-Massa-Drâa-region.

## Regering
Brahim Hafidi fra RNI blev valgt som regionens første præsident 14. september 2015. Han havde også tidligere ledet Souss-Massa-Drâas regionsråd. Zineb El Adaoui blev udpeget til guvernør (wali) for regionen 13. oktober 2015. Han blef efterfulgt af Ahmed Hajji i 2017.

### Inddeling
Souss-Massa består af to præfekturer og fire provinser:
- Agadir-Ida Ou Tanane præfektur
- Chtouka-Aït Baha (provins)
- Inezgane-Aït Melloul præfektur
- Taroudannt (provins)
- Tata (provins)
- Tiznit (provins)

## Økonomi
Landbrug er en vigtig økonomisk aktivitet i områderne omkring floderne Sous og Massa, der ligger i den nordvestlige del af regionen. Industrier relateret til forarbejdning af landbrugs- og fiskeriprodukter er også koncentreret i det samme område. Agadir er en vigtig fiskeri og turisthavn. Tiznit er kendt for sit traditionelle sølvarbejde . 

## Infrastruktur
Motorvej A7 forbinder Agadir med Marrakesh og Casablanca . Den største nord-sydgående vej gennem regionen er N1, mens N10 går øst-vest i Sous-floddalen, der forbinder Agadir med Taroudannt og Ouarzazate. Agadir er en stor havneby i Marokko og har også en international lufthavn, Agadir–Al Massira lufthavn.